# Sobra
Sobra (olaszul: Porto Mezzo) falu Horvátországban, Dubrovnik-Neretva megyében. Közigazgatásilag Mljethez tartozik.

## Fekvése
Dubrovnik városától légvonalban 41 km-re északnyugatra, községközpontjától légvonalban 3, közúton 5 km-re keletre, Mljet szigetének középső részén, az északi oldalon, az azonos nevű öbölben fekszik. Itt van a sziget fő kikötője.

## Története
Mljet szigete ősidők óta lakott. Az itt élt első ismert nép az illírek voltak, akik az i. e. 2. évezredtől fogva éltek itt magaslatokon épített erődített településeken és kövekből rakott halomsírokba temetkeztek. Sobra határában is található ókori illír erődített település maradványa a Sobra-öböl feletti Straževac nevű magaslaton, de illír település volt egykor Bodin dolac felett is. Az illírek i. e. 35-ig uralták a térséget, amikor Octavianus hadai végső győzelmet arattak felettük. Sobra környékén már az ókorban élénk hajóforgalom volt, ezt bizonyítják a környéken elsüllyedt hajók roncsai. Ilyen ókori hajóroncsok találhatók a Čekmja-, az Omanska- és a Sobra-öbölben, valamint Velika Dolinánál is. A Sobra-öbölben ókori kikötő és épületek maradványai rejtőznek a föld alatt.
1410-től a szigettel együtt az a vidék is a Raguzai Köztársaság része lett. 1806-ban Dalmáciával együtt a Raguzai Köztársaságot legyőző franciák uralma alá került, de Napóleon bukása után 1815-ben a berlini kongresszus Dalmáciával együtt a Habsburgoknak ítélte. A mai Sobra a 19. század második felében alakult ki a sziget székhelyének Babino Poljénak a kikötőjeként. Már a Raguzai Köztársaság idejében is innen hajóztak ki a fával megrakott mljeti hajók, hogy építőanyagot szállítsanak Raguzába, a mai Dubrovnikba. A 15. századi raguzai oklevelekben említik a jellegzetes mljeti bárkákat (bračere) és a mljeti vitorlásokat. 1880-ban a mai település helyén kisebb kikötő épült, melyet hamarosan bekapcsoltak a Trieszt és Cattaro közötti hajóforgalomba. A településnek 1890-ben 6, 1910-ben 12 lakosa volt. 1918-ban az új szerb-horvát-szlovén állam, majd később Jugoszlávia része lett. A település 1991-től a független Horvátországhoz tartozik. 2011-ben 131 lakosa volt. Lakói főként turizmussal, hajózással foglalkoznak.

## Népesség
| Lakosság változása | Lakosság változása | Lakosság változása | Lakosság változása | Lakosság változása | Lakosság változása | Lakosság változása | Lakosság változása | Lakosság változása | Lakosság változása | Lakosság változása | Lakosság változása | Lakosság változása | Lakosság változása | Lakosság változása | Lakosság változása |
| ------------------ | ------------------ | ------------------ | ------------------ | ------------------ | ------------------ | ------------------ | ------------------ | ------------------ | ------------------ | ------------------ | ------------------ | ------------------ | ------------------ | ------------------ | ------------------ |
| 1857               | 1869               | 1880               | 1890               | 1900               | 1910               | 1921               | 1931               | 1948               | 1953               | 1961               | 1971               | 1981               | 1991               | 2001               | 2011               |
| 0                  | 0                  | 0                  | 6                  | 9                  | 12                 | 0                  | 0                  | 16                 | 27                 | 28                 | 28                 | 19                 | 68                 | 102                | 131                |

(1921-ben és 1931-ben lakosságát Babino Poljéhez számították.)

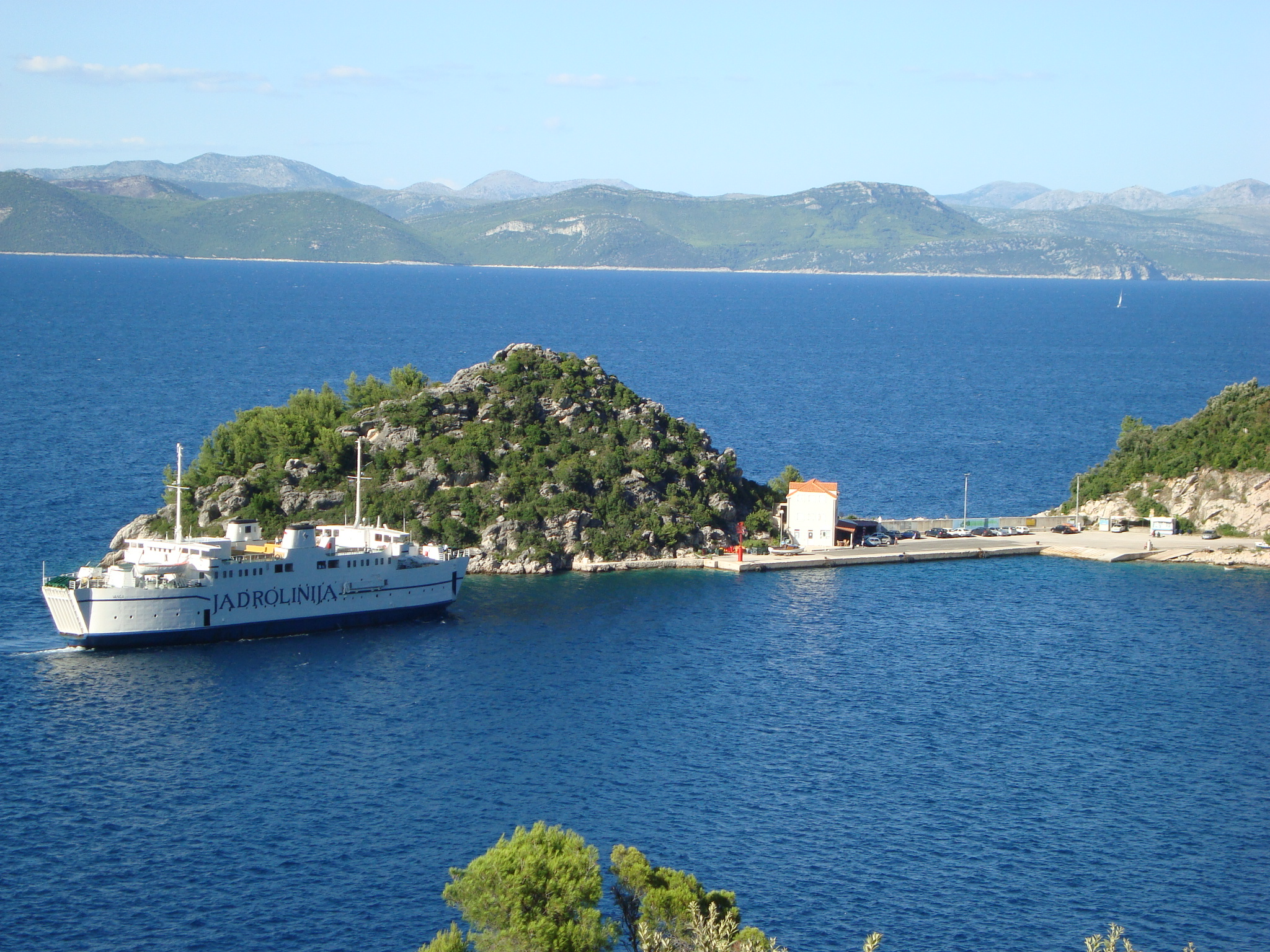
A sobrai kompkikötő látképe

## Nevezetességei
Itt található a sziget kompkikötője.

## Gazdaság
A helyi gazdaság alapját ma már a turizmus és a hajóforgalom képezi. Sobrából naponta indulnak járatok Prapratno (Pelješac-félsziget), Gruž (Dubrovnik) és Šipanj kikötőibe. Nemzetközi hajójáratok indulnak az olaszországi Bari kikötőjébe is. A településnek vízvezetéke és víztározója is van.

## Fordítás
Ez a szócikk részben vagy egészben  a   Sobra című horvát Wikipédia-szócikk ezen változatának fordításán alapul.  Az eredeti cikk szerkesztőit annak laptörténete sorolja fel. Ez a jelzés csupán a megfogalmazás eredetét és a szerzői jogokat jelzi, nem szolgál a cikkben szereplő információk forrásmegjelöléseként.